# Convolvulus erubescens
Convolvulus erubescens (svenskt nylatinskt uttal IPA /kɔnˈvɔlvɵlɵs ɛrɵˈbɛɧːɛns/) är en vindeväxtart som är endemisk till Australien.

## Beskrivning
Convolvulus erubescens är flerårig. Den klättrar eller kryper. Bladen är mycket mångformiga. Blomkronan är rosafärgad, 6–20 millimeter i diameter. Växten har pålrot.

## Utbredning och systematik

### Utbredning
Convolvulus erubescens växer längs kusten och i kustnära inland i alla delstater och fastlandsterritorier i Samväldet Australien.

### Underarter
Inga underarter finns listade i Catalogue of Life.

### Besläktade arter och högretaxa
Convolvulus erubescens ingår i släktet vindor (Convolvulus).
Systerart till Convolvulus erubescens inom släktet Convolvulus är troligen Convolvulus graminetinus.
Släktet Convolvulus ingår i familjen vindeväxter (Convolvulaceae). Inom Convlovulaceae tillhör släktet Convolvulus tribus Convolvuleae.  Inom släktet Convolvulus tillhör Convolvulus erubescens  sektionen Convolvulus.

## Ekologi och habitat
Convolvulus erubescens växer i gles skog och i gräsmarker. Den blommar under en stor del av året, främst sen vår och tidig höst.

## Nomenklatur‑ och forskningshistoria
John Sims beskrev år 1807 arten i Curtis’s Botanical Magazine. Växten hade överlämnats till John Sims av ”Mr. Loddiges” (Joachim Conrad Loddiges eller George Loddiges) Det vetenskapliga namnet har inte ändrats sedan dess.
Andra arter i släktet Convolvulus beskrevs senare. Ferdinand von Mueller (1864) och George Bentham (1869) sammanförde alla australiensiska Convolvulus‑former till Convolvulus erubescens. Denna uppfattning rådde fram till slutet av 1980‑talet. Robert William Johnson publicerade år 2001 den nu vedertagna uppdelningen av australiensiska Convolvulus‑former i elva arter.

## Artnamnetsetymologioch trivialnamn

### Vetenskapligaartnamnetsetymologi
För släktnamnets etymologi, se Convolvulus. Artepitetet betyder ”rodnande” på latin.

## Trivialnamn
Arten har inget svenskt trivialnamn. Engelska trivialnamn är blushing bindweed och Australian bindweed.

## Status och hot
Arten är vida spridd. Den växter i beteshagar och trädgårdar, och i förorter på betongkantade gräsplaner och dylikt, och förefaller ej vara hotad.

## Convolvulus erubescensoch människan

### Kulturhistoria
Roten av Convolvulus erubescens användes i Southern Tablelands av australiska ursprungsnationer som föda vintertid och som medicin.

### Namn påaustraliska språk
Arten kallades tarook på Gunditjmara och Tjapwurong.

## Bildgalleri

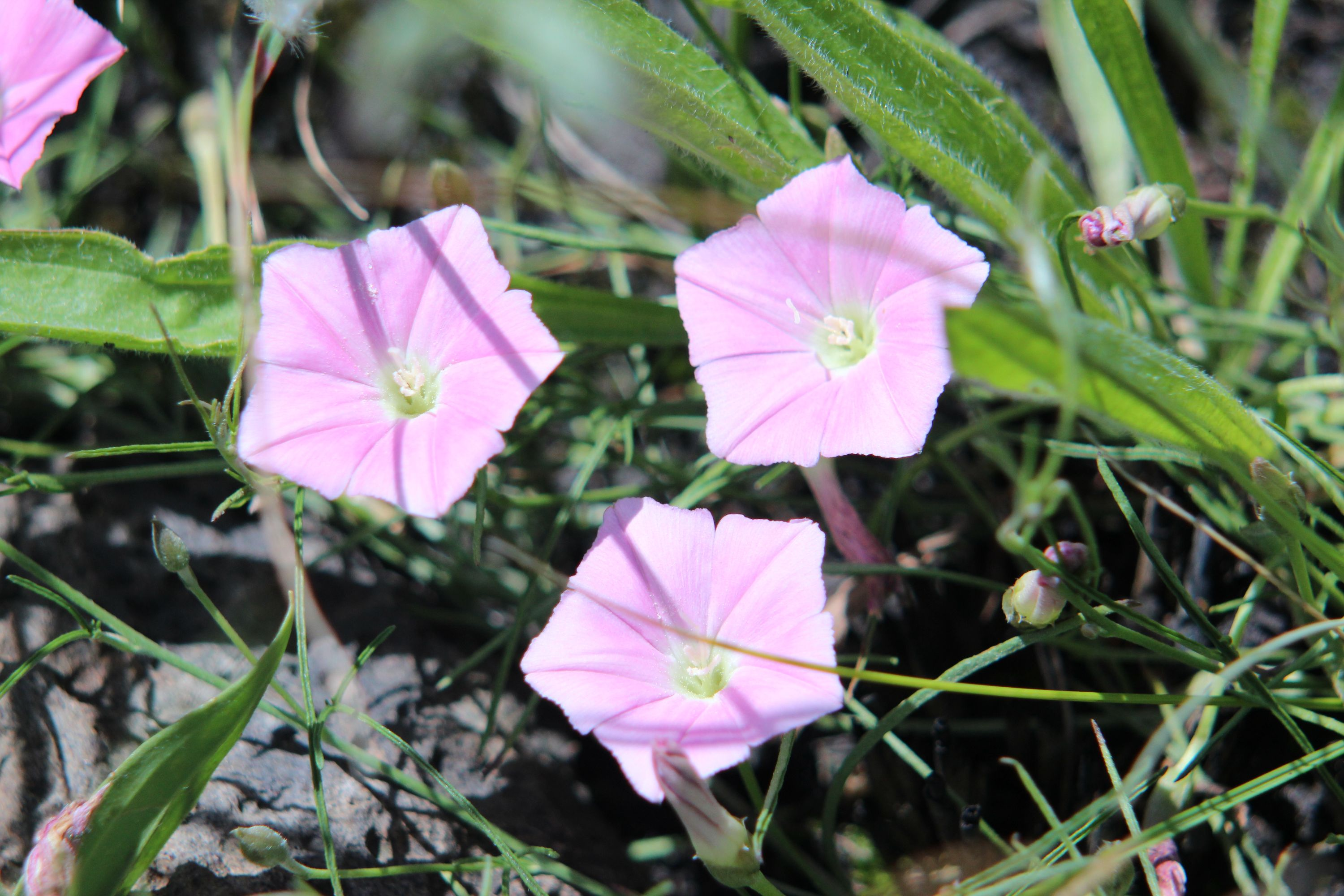